# روبرت براون (سياسي أمريكي مواليد 1928)
روبرت براون (بالإنجليزية: Robert Brown)‏ هو سياسي أمريكي، ولد في 1928، وتوفي في 15 نوفمبر 1985. نشط حزبياً في الحزب الجمهوري. وقد انتخب عضو مجلس نواب أوهايو (3 يناير 1979 – 15 نوفمبر 1985).